# 14814 Gurij
14814 Gurij eller 1981 RL2 är en asteroid i huvudbältet som upptäcktes den 7 september 1981 av den rysk-sovjetiska astronomen Ljudmila Karatjkina vid Krims astrofysiska observatorium på Krim. Den är uppkallad efter Gurij Timofeevich Petrovsky.
Asteroiden har en diameter på ungefär 8 kilometer.